# (35259) 1996 HN24
1996 HN24 (asteroide 35259) é um asteroide da cintura principal. Possui uma excentricidade de 0.10731380 e uma inclinação de 5.60334º.
Este asteroide foi descoberto no dia 20 de abril de 1996 por Eric Walter Elst em La Silla.